# Theodor Steiner
Theodor Steiner (* 5. März 1905 in Berlin; † 3. Juni 1970 in Wien) war ein deutscher Hörspielregisseur.

## Leben
Theodor Steiner war der Sohn jüdischer Eltern, Géza und Anna Steiner, die aus Ungarn stammten und in Berlin lebten. Er studierte Gesang an der Berliner staatlichen Hochschule für Musik bei Oskar Daniel und wurde Ende 1927 gemeinsam mit Harry Frommermann geistiger Urheber und Gründer der Melody Makers, den späteren Comedian Harmonists. Er schied aber bereits im Mai 1928 aus und fand als Sänger (Bariton) Engagement in Königsberg und in Hamburg, wo er noch bis 1934 wirkte, um dann nach St. Gallen in der Schweiz zu emigrieren. 1946 kehrte er zurück und bekam eine Chance als Gastregisseur bei Radio Frankfurt.
Er inszenierte verschiedene Hörspiele, insbesondere Die letzten Tage der Menschheit (Autor: Karl Kraus) in der Bearbeitung von Stephan Hermlin (Produktion: Radio Frankfurt, 1947) und wurde direkt zum Oberspielleiter und Leiter der Hörspielabteilung und später für das Ausbildungswesen ernannt. Außerdem führte er bei dem Remake des ersten deutschen Hörspiels Zauberei auf dem Sender. Versuch einer Sendespiel-Groteske Regie. Das Stück wurde 1924 vom künstlerischen Leiter der Südwestdeutschen Rundfunkdienst AG in Frankfurt und späteren Intendanten der Berliner Funk-Stunde Hans Flesch geschrieben und 1962 unter Steiners Leitung beim Hessischen Rundfunk neu produziert.
In dem im Hessischen Rundfunk 1965 aufgenommenen Fernsehfilm Dr. Murkes gesammelte Nachrufe nach Heinrich Böll hatte Steiner einen kurzen Auftritt.
1950 trat Steiner der Freimaurerloge „Sokrates zur Standhaftigkeit“ in Frankfurt bei. Ende 1966 erlitt er einen Herzinfarkt.
Theodor Steiner verstarb am 3. Juni 1970 in Wien.

## Hörspiele (Auswahl)
- 1946: Der Lampenschirm (Autor: Curt Goetz)
- 1947: Die letzten Tage der Menschheit (Autor: Karl Kraus)
- 1947: Der Talmud
- 1948: Angelika
- 1948: Das nackte Leben
- 1949: Das Salzburger große Welttheater (Autor: Hugo von Hofmannsthal)
- 1949: Die Reise nach Dieppe
- 1950: Die Herren Smith
- 1950: Der Nächste bitte
- 1950: Der Kaiser von Portugallien (Autor: Selma Lagerlöf)
- 1951: Anatol (Autor: Arthur Schnitzler) – Regie gemeinsam mit Karlheinz Schilling
- 1951: Der Raub der Sabinerinnen (Autoren: Franz und Paul von Schönthan)
- 1952: Caesar und Cleopatra  (Autor: George Bernard Shaw)
- 1952: Die Brücke von Berczaba (Autor: Heinrich Böll)
- 1952: Kaspar Hauser (Autor: Kurd E. Heyne)
- 1953: Stimmen der Stadt
- 1953: Der Idiot (Autor: Fjodor Michailowitsch Dostojewski)
- 1955: Bismarcks Sturz
- 1955: Die Stimme aus dem Abgrund
- 1955: Das Bildnis des Dorian Gray (Autor: Oscar Wilde)
- 1955: Candide oder Die beste aller Welten (Autor: Voltaire)
- 1955: Antigone (Autor: Jean Anouilh)
- 1956: Ahasver (Autor: Walter Jens)
- 1956: Die Pferde auf Elsenhöhe
- 1956: Wenn sich die Türen schließen
- 1957: Hexen sind nicht totzukriegen (Autor: Hans Daiber)
- 1957: Briefe nach Luzern (als Sprecher) – Regie: Ulrich Lauterbach
- 1958: Die Abenteuer von Paulette
- 1959: Amoureuse
- 1960: Wünsche oder Märchen am Arabischen Golf
- 1960: Gefährliche Wahrheit
- 1961: Die Herzogin von Langeais (Autor: Jean Giraudoux)
- 1962: Zauberei auf dem Sender
- 1962: Zug 56
- 1966: Der Uhu und die Katze
- 1967: Der Gedankensammler